# Macrothamnium javense
Macrothamnium javense là một loài Rêu trong họ Hylocomiaceae. Loài này được M. Fleisch. mô tả khoa học đầu tiên năm 1905.